# Jordbro centrum

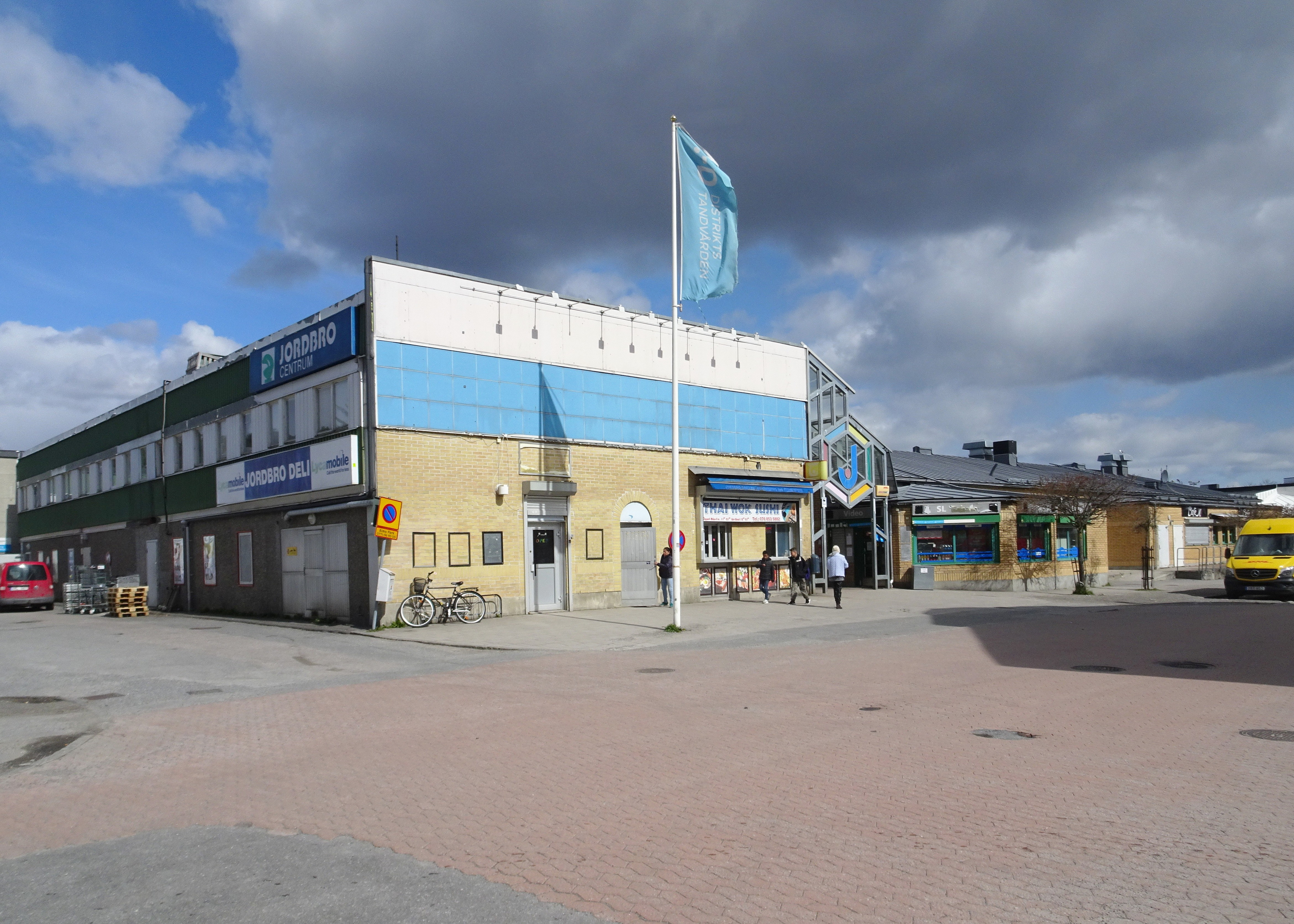
Jordbro centrum, entré från Moränvägen, 23 april 2021.

Jordbro centrum är ett mindre köpcentrum i kommundelen Jordbro i Haninge kommun, Stockholms län. Anläggningen uppfördes i slutet av 1960-talet som utomhuscentrum. En ny detaljplan är för närvarande (2021) under arbete som syftar till att fler bostäder och en ny centrumanläggning skall kunna byggas i centrala Jordbro. 

## Historik

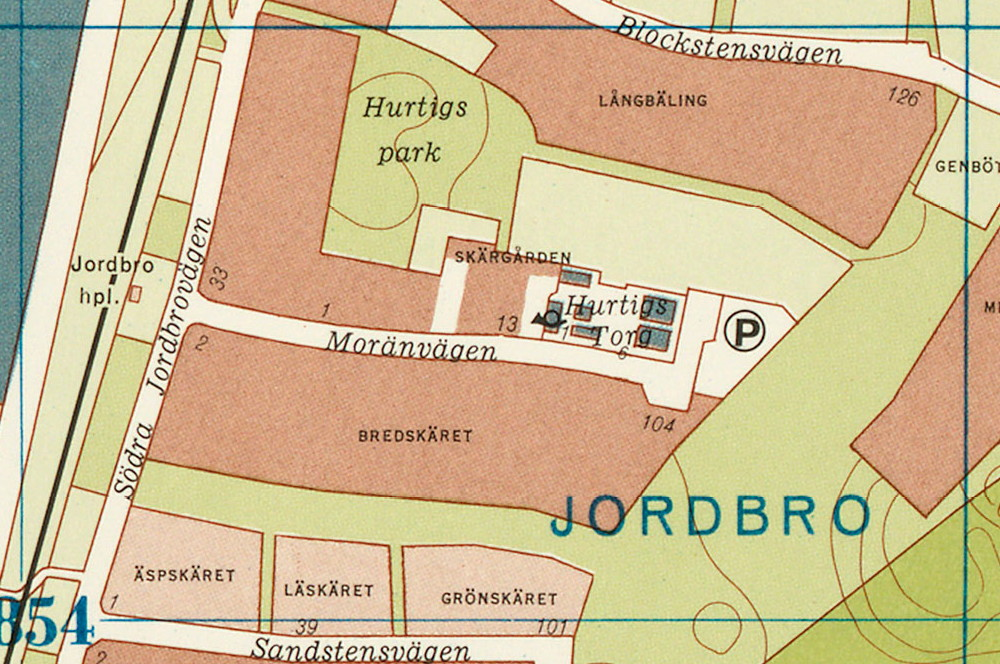
Jorbro centrum 1969.

Jordbro centrum utformades som ett stadsdelscentrum för det nya Jordbro och skulle betjäna omkring 9 600 boende. Centrumet anlades längst in på Moränvägen. För den arkitektoniska utformningen stod Eglers stadsplanebyrå AB genom arkitekt Harry Egler som även upprättade de första stadsplanerna för Jordbro.
När centrumet invigdes i slutet av 1960-talet fanns här bland annat ICA och Konsum, dessutom kiosk, konditori, frisör, skoaffär, kemtvätt, apotek, guldsmedsaffär, damkonfektion, tobak & tidningar och blomhandel. För boendeservice inrättades vårdcentral, folktandvård, postkontor, bibliotek och socialförvaltningens distriktkontor.
Mitt i anläggningen placerades ett mindre torg, kallat Hurtigs torg. Torget och den intilliggande parken har sitt namn efter båtsmannen Nils Andersson Hurtigs båtsmanstorp från 1700-talet, som revs 1966 när bostadshusen vid Blockstensvägen 110-116 byggdes. Centrumbebyggelsen bestod till en början av sex fristående en- och tvåvåningsbyggnader med gångar däremellan. Viss utökning av centrumanläggningen skedde i slutet av 1980-talet. Gångarna fick även ett klimatskyddande glastak.

## Framtidsplaner
En förnyelse av centrumanläggningen har diskuterats länge. Bebyggelsen är sliten och har tappad attraktivitet. Centrumets nuvarande placering gör att det hamnar avsides från de huvudsakliga flödena av människor i stadsdelen, vilket ger sämre kommersiella förutsättningar för handel och butiker. För närvarande (2021) arbetar kommunen med en ny detaljplan som skall ge plats för ett nytt centrum, ett nytt kultur- och föreningshus samt bostäder. Det nya centrumet utgörs av lokaler i bottenvåningar på nyuppförda bostadshus. Servicefunktionerna kommer att centreras runt ett nytt stadsdelstorg samt kring en ny gågata.

## Bilder

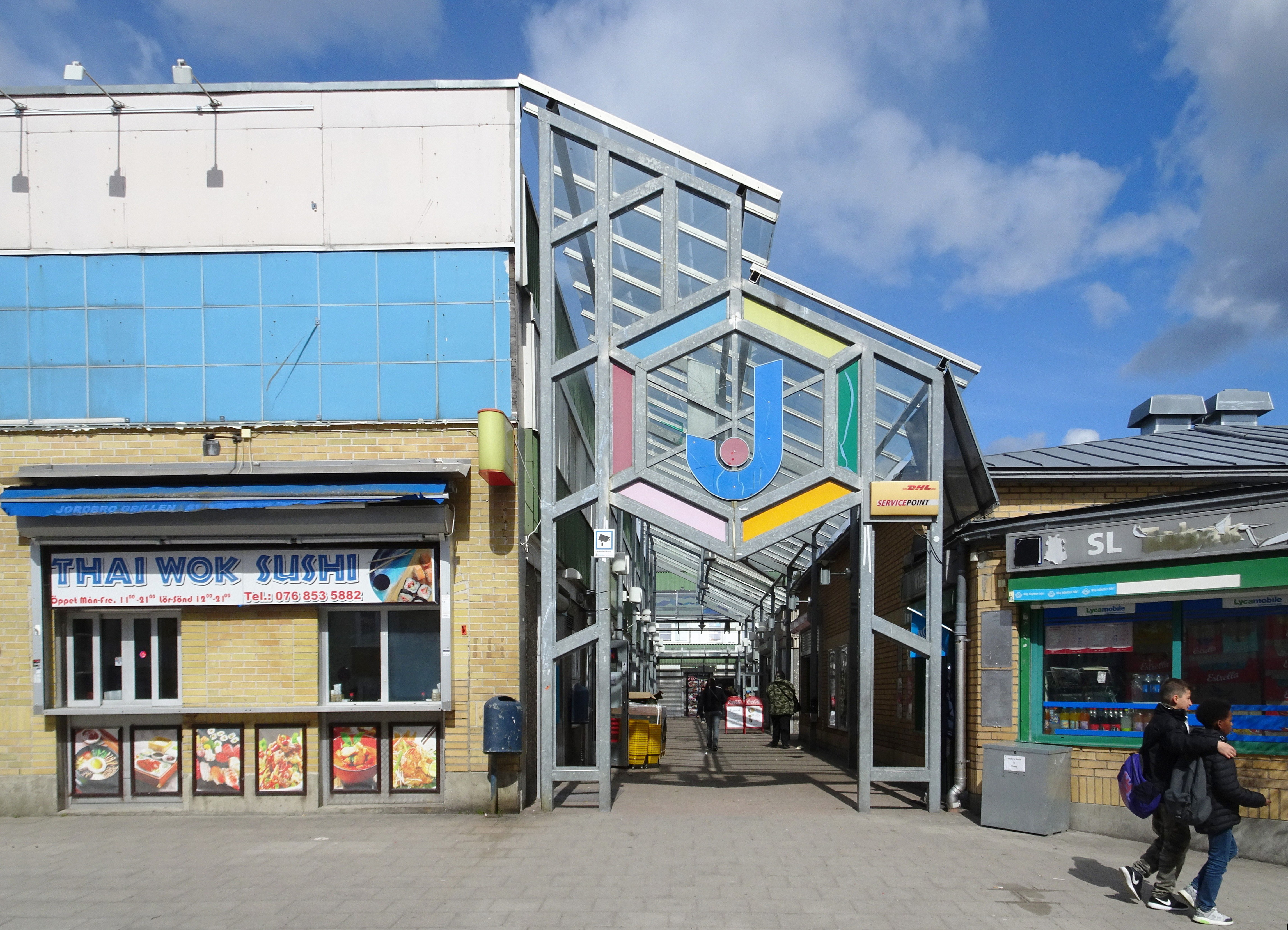
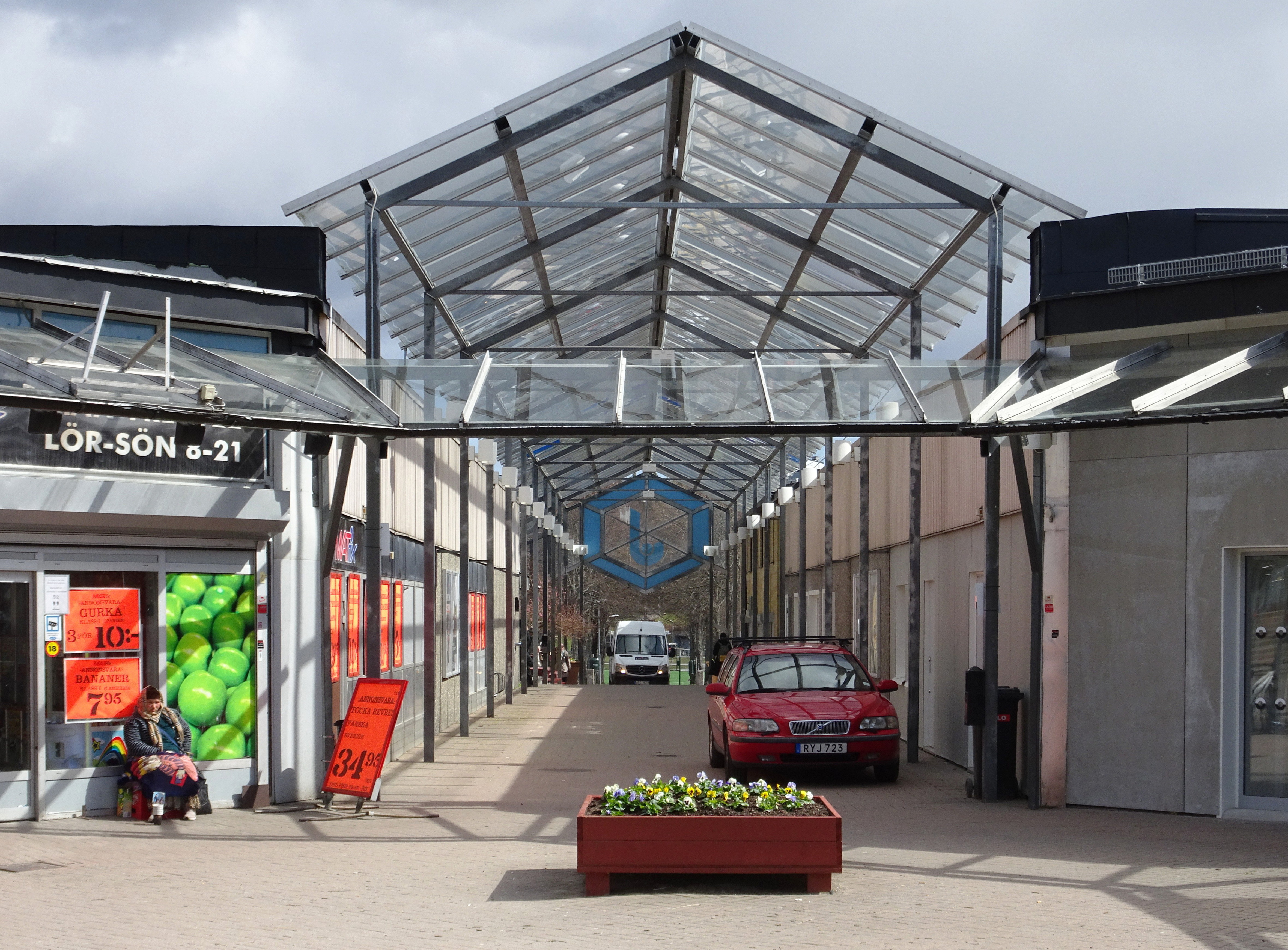
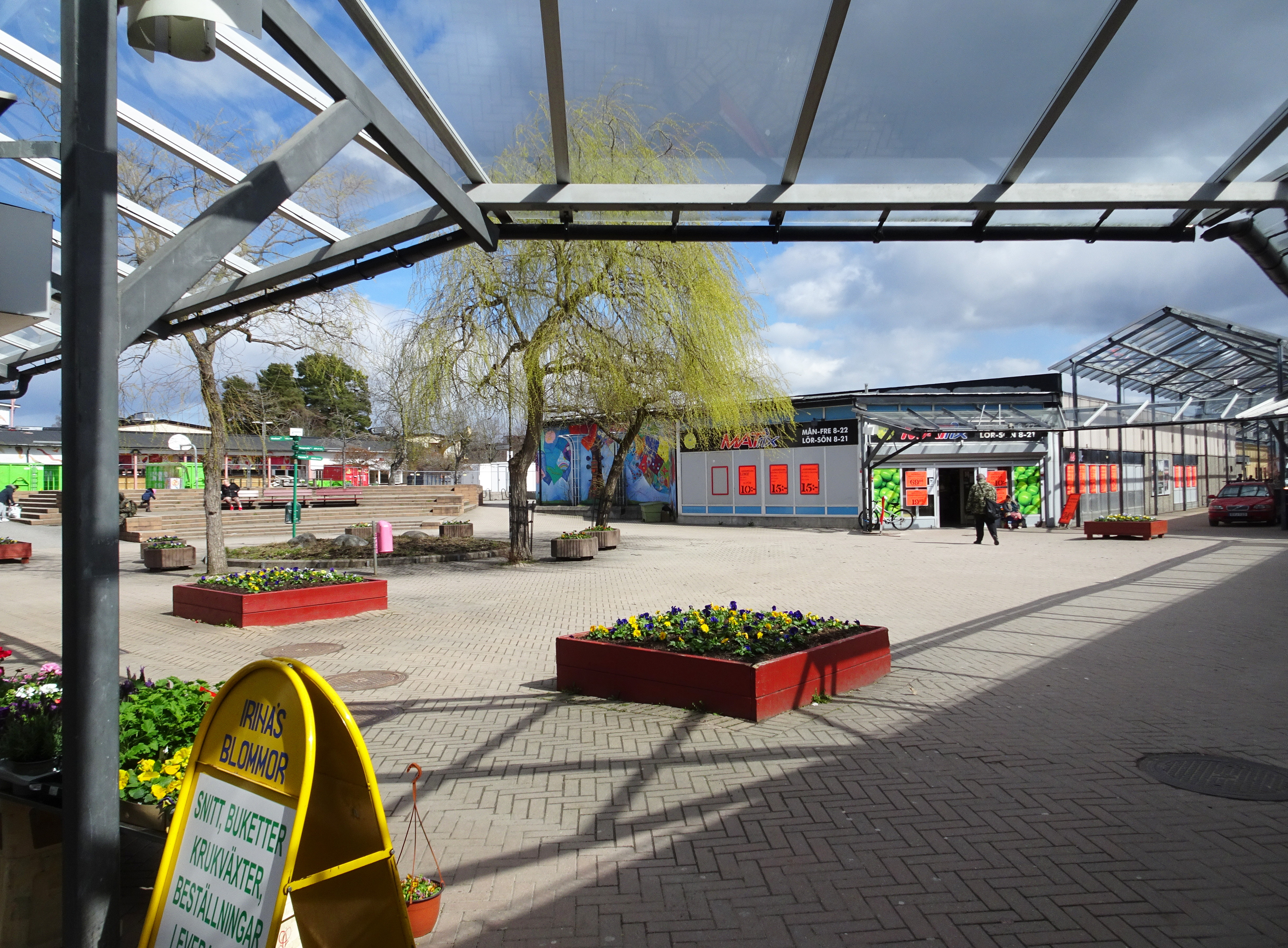
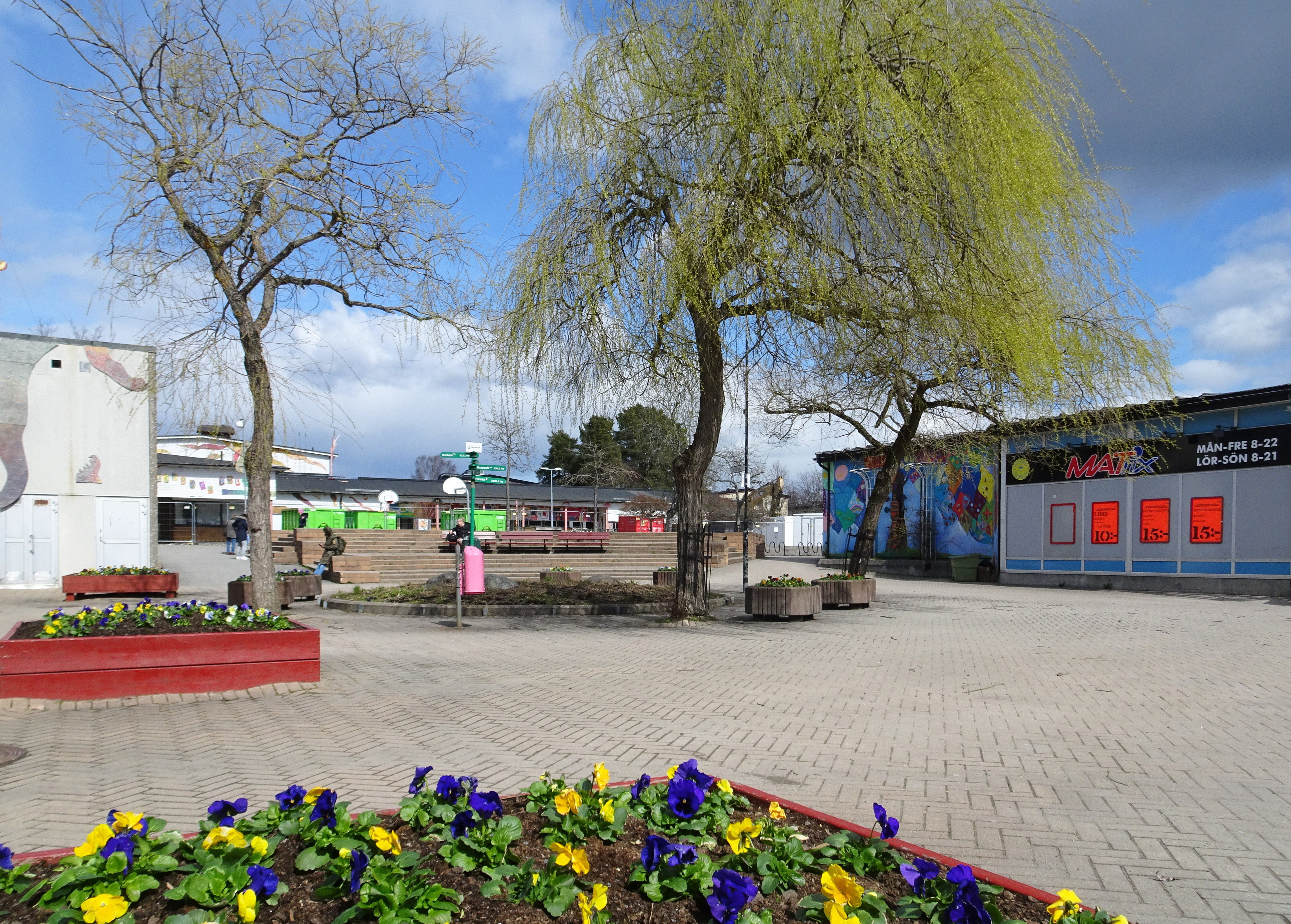